# السجينة رقم 17 (فلم)
السجينة رقم 17 هو فيلم مصري تم إنتاجه عام 1949، تأليف عمر جميعي وأحمد جلال وإخراج عمر جميعي و بطولة ماري كويني.

## فريق العمل
إخراج: عمر جميعي
تأليف:
- أحمد جلال
- عمر جميعي

إنتاج: ماري كويني
بطولة:
- ماري كويني
- روحية خالد
- عماد حمدي
- محمود المليجي

## روابط خارجية
- مقالات تستعمل روابط فنية بلا صلة مع ويكي بيانات